# Ivo Štuka
Ivo Štuka (10. února 1930, Brno – 20. listopadu 2007, Praha) byl český básník a novinář.

## Život
Ivo Štuka se narodil 10. února 1930 v Brně. Jeho otec Antonín Štuka se za války účastnil protifašistického odboje a byl po prozrazení skupiny zatčen a v roce 1943 popraven. Ivo Štuka po maturitě (1949) na reálném gymnáziu v Brně nastoupil jako redaktor do Lidových novin, nejprve v Brně, potom v Ostravě a od 1951 v Praze. Na setkání mladých autorů na zámku Dobříš se seznámil s Ilonou Borskou, kterou si o rok později vzal a měl s ní postupně tři děti.
Od roku 1953 byl redaktorem časopisu Čs. voják, později pak redaktorem časopisu Plamen (1959–1963) a Signál (1965–1970). Spolu s Ilonou Borskou psali pro Plamen a další časopisy epigramy pod značkou IBIŠ.
Jeho kniha sci-fi povídek Nález na Bílých kamenech byla koncem šedesátých let připravena do tisku, ale v ovzduší nastupující normalizace již nemohla vyjít. Některé povídky byly po roce 1989 uveřejněny samostatně .
Krátce po nástupu normalizace byl vyhozen z redakce (časopisu Signál) a dva roky byl bez zaměstnání. Pak dostal špatně placenou práci technického korektora v tiskárně. Publikovat nesměl dvacet let. Bez uvedení autorství v té době spolupracoval na některých dětských knížkách a překladech Ilony Borské. Jedinou skulinou v zákazu publikovat pro něj bylo psaní textů pro skupinu "Pražský šanson" (též "Šanson – věc veřejná", či "Opravna duší").
Po roce 1990 se Ivo Štuka na čas vrátil do časopisu Signál, kde se později stal zástupcem šéfredaktora. V dalších letech pak pracoval jako novinář na volné noze.
Ivo Štuka zemřel 20. listopadu 2007 v Praze a je pohřben na malém hřbitově v Ďáblicích.

## Dílo
Ivo Štuka se aktivně věnoval zejména poezii a literatuře, ale zajímal se rovněž o klasickou filozofii a ovlivněn zážitkem z válečného dětství zajímal se poněkud překvapivě i o letectví a kosmonautiku. V jeho díle nacházíme tuto tematiku opakovaně ve sci-fi novele Šest dnů na Luně 1, nebo v životopisné knize Král vzduchu o proslulém akrobatickém letci a stíhači za první republiky Františku Novákovi.
Jeho publikované dílo zahrnuje 15 básnických sbírek, čtyři knihy a řadu překladů.

### Poezie
- Buďte zdrávi, vojáci! (Ivo Štuka verše, Milan Kyselý povídky) (1954)
- Kolem vatry (1955)
- Smolné krůpěje (1956)
- Na konci města (1958)
- Po světě pěšky, autem, v raketě (1961)
- Pod námi země (1961)
- Zpívající vodopád (1962)
- Svět se točí do kolečka (s Ilonou Borskou)(1963)
- Pohled dešťových kapek (1964)
- Pět minut v balóně (1966)
- A jméno její (1970)
- U kotníků závrati (1986)
- Padá černá jiskra (1989)
- Říkadla a šeptánky (s Ilonou Borskou) (1989)
- Abecedník (1999)
- Kde bloudí velbloudi (2003)

### Próza
- Šest dnů na Luně 1 (1963), řazeno do SF
- Barevné pohádky (s Ilonou Borskou)(1967)
- Domeček: ruská lidová pohádka; výtvarnice T. Koljuševová ; český text Ivo Štuka. Praha: Zahraniční literatura, (1969)
- Král vzduchu (1970)
- Nález na Bílých kamenech (nevydáno)
- Letci v bouři (s Ilonou Borskou) (1991)